# 亨利一世·德·波旁-孔代
第二代孔代亲王——亨利一世·德·波旁（1552年12月29日—1588年3月5日），法国胡格諾派政治人物。出生于拉费泰苏茹阿尔，逝世于圣让当热利。

## 生平
1569年父親路易一世·德·波旁在法國宗教戰爭中犧牲之後，他繼其父之位，領導新教喀爾文派胡格諾派。後來在1572年的聖巴托羅繆大屠殺時，他為活命而被迫改宗舊教。雖然名義上被授予皮卡第總督，但一直在巴黎被軟禁並監控中。1574年成功逃亡到阿爾薩斯之後，就恢復了信仰並領導新教軍。經過第五次宗教戰爭的奮鬥，他在1576年的《大親王和約》中獲益，真正接管皮卡第的領土，並在1577年得英國支援而攻下布魯日。之後新舊教兩方大致維持了七年的和平，直到1584年戰爭才重新開打。1585年起他屢戰屢敗，並在1587年10月的庫特拉戰役受傷。至1588年3月，正當戰雲密佈之時，奔波中的亨利卻被毒死於西部沿海的聖讓當熱利區，審判的法官認為，是亨利的一名僕人下了毒，把僕人給車裂。

## 死後評價
新教徒形容孔代的性格：他刚直不阿，坚定不移，不知疲倦，大胆无畏。他一生的行动和危险众所周知。少年时随父亲从努瓦永逃跑，看到父亲死于雅尔纳克，在蒙孔图尔战斗，好容易才从聖巴托羅繆大屠殺死里逃生。他不止一次成为逃亡者横越全法国，在边界曾遭受过极端穷困。他曾两次被抓，因对方不知他的身份而逃走。在库特拉战役被击中落马。最后死于毒药，年仅三十六岁。他对新教的信仰比纳瓦尔的亨利（亨利四世）要坚定得多，不少历史学家认为，如果他不死的话，亨利四世的改宗未必能如此轻易，法國的統一勢必將再次延後。吉斯公爵亨利是他的对手，却一直钦佩孔代的长处，听到他的死讯后也流了泪。